# Карамарьям
Гарамарьям (Карамарьян; азерб. Qaraməryəm) — село в Гёйчайском районе Азербайджанской Республики.

## История
Село Карамарьянъ упоминает  Н. К. Зейдлиц в «Списки населённых мест Российской империи по Кавказскому краю».
В «Сборнике сведений о Кавказе», изданном в 1879 году под редакцией того же Н. К. Зейдлица упоминаются два села под названием Карамарьянъ. Карамарьянъ «татарское» имело 120 дворов и 590 жителей; азербайджанцы-шииты («татары»-шииты по тогдашней терминологии). Молоканская деревня Карамарьянъ русское с числом дворов 13 и населением 85 человек. Оба села входили в состав Гёкчайского уезда Бакинской губернии.
По Азербайджанской сельскохозяйственной переписи 1921 года в Карамарьян Геокчайского уезда Азербайджанской ССР проживало 817 человек (200 хозяйств). Преобладающая национальность — тюрки-азербайджанцы (азербайджанцы). В Карамарьян Русс. проживал 131 человек (31 хозяйство). Преобладающая национальность — русские.

## Топонимика
Село находится у подножия горы Гарамарьям, между реками Гирдыманчай и Гёйчай на Ширванской равнине. Получило своё название от названия реки. Название реки с монгольского языка означает «Чёрная река».  Фактически село называется именем той же местности, которая лежит у подножия. По мнению некоторых исследователей, топоним частично нарушен и истинное его звучание — «Карамерен». В начале прошлого века название села было также записано в варианте Карамарьям.

## Население
На основе переписи 2009 года в селе проживали 1528 человек.

## Инфраструктура
В селе имеется средняя общеобразовательная школа, детский сад, клуб, две библиотеки, отделение связи, электронный ОВД, больница и родильный дом, две аптеки,   пожарная станция.